# Cattedrale di Maribo
La cattedrale di Nostra Signora (danese: Maribo Domkirke o Budolfi Kirke) è la chiesa principale di Maribo, nel comune di Lolland, in Danimarca.

## Storia
Originariamente dedicata alla Vergine Maria e a Santa Brigida, la chiesa è stata costruita nel villaggio di Skimminge (più tardi rinominata Maribo) nei primi anni del XV secolo. Il terreno venne concesso dalla regina Margherita I per la realizzazione di un monastero. Nel 1418, in connessione con il riconoscimento del monastero, il Papa decretò che la città fosse essere ribattezzata "Habitaculum Mariae" (la comunità di Maria), portando così all'adozione del danese Marienbo, dopo Maribo.
Dopo la riforma in Danimarca nel 1536, il monastero ha continuato ad esistere, ma nel 1556 è stato convertito in un convento protestante. Quando la chiesa principale del paese è bruciata nel 1596, la chiesa del convento divenne la chiesa parrocchiale di Maribo. Dopo che il convento è stato demolito nel 1621, la proprietà della chiesa è stata trasferita alla città. Dal 1803, con l'istituzione della diocesi Lolland-Falster, la chiesa è indicata come cattedrale, ma fu solo nel 1924 che ha ricevuto ufficialmente lo status di "domkirke".